# Boston Online Film Critics Association Awards 2015
4. ročník předávání cen asociace Boston Online Film Critics Association se konal dne 5. prosince 2015.

## Nejlepších deset filmů
1. Šílený Max: Zběsilá cesta
2. Creed
3. Brooklyn
4. Carol
5. Spotlight
6. Sils Maria
7. Most špionů
8. Marťan
9. Anomalisa
10. Transdarinka

## Vítězové
- Nejlepší režisér: George Miller – Šílený Max: Zběsilá cesta
- Nejlepší scénář: Tom McCarthy a Josh Singer – Spotlight
- Nejlepší herec v hlavní roli: Michael B. Jordan – Creed
- Nejlepší herečka v hlavní roli: Saoirse Ronan – Brooklyn
- Nejlepší herec ve vedlejší roli: Sylvester Stallone – Creed
- Nejlepší herečka ve vedlejší roli: Kristen Stewart – Sils Maria
- Nejlepší obsazení: Spotlight
- Nejlepší dokument: Amy
- Nejlepší cizojazyčný film: Saulův syn
- Nejlepší animovaný film: V hlavě
- Nejlepší kamera: John Seale – Šílený Max: Zběsilá cesta
- Nejlepší střih: Margaret Sixel – Šílený Max: Zběsilá cesta
- Nejlepší skladatel: Mica Levi – Junkie XL – Šílený Max: Zběsilá cesta